# Vredens flod
Vredens flod (engelska: Wild River) är en amerikansk dramafilm från 1960 i regi av Elia Kazan. Filmen är baserad på två romaner, Borden Deals Dunbar's Cove från 1957 och William Bradford Huies Mud on the Stars från 1942. I huvudrollerna ses Montgomery Clift, Lee Remick, Jo Van Fleet, Albert Salmi och Jay C. Flippen.
År 2002 valdes filmen ut för att bevaras i National Film Registry av USA:s kongressbibliotek då den anses vara ”kulturellt, historiskt eller estetiskt betydelsefull”.

## Rollista i urval
- Montgomery Clift – Chuck Glover
- Lee Remick – Carol Garth Baldwin
- Jo Van Fleet – Ella Garth
- Albert Salmi – R.J. Bailey
- Jay C. Flippen – Hamilton Garth
- James Westerfield – Cal Garth
- Barbara Loden – Betty Jackson
- Frank Overton – Walter Clark
- Malcolm Atterbury – Sy Moore
- Bruce Dern – Jack Roper (ej krediterad)
- Robert Earl Jones – Sam Johnson (ej krediterad)